# USA i olympiska vinterspelen 1992
USA deltog med 147 deltagare vid de olympiska vinterspelen 1992 i Albertville. Totalt vann de fem guldmedaljer, fyra silvermedaljer och två bronsmedaljer.

## Medaljer

### Guld
- Cathy Turner - Short track, 500 meter.
- Donna Weinbrecht - Freestyle, puckelpist.
- Bonnie Blair - Skridskor, 500 meter.
- Bonnie Blair - Skridskor, 1 000 meter.
- Kristi Yamaguchi - Konståkning.

### Silver
- Paul Wylie - Konståkning.
- Hilary Lindh - Alpin skidåkning, störtlopp.
- Diann Roffe - Alpin skidåkning, storslalom.
- Darcie Dohnal, Amy Peterson, Cathy Turner och Nikki Ziegelmeyer - Short track, 3000 meter stafett.

### Brons
- Nelson Carmichael - Freestyle, puckelpist.
- Nancy Kerrigan - Konståkning.